# Lazu, Dolj
Lazu este un sat în comuna Terpezița din județul Dolj, Oltenia, România. Se află în partea central-nordică a județului, în Podișul Getic.